# Conti d'Armagnac

Arma dei conti d'Armagnac : d'argento con leone rosso

I conti d'Armagnac dal 960 al 1751 furono i seguenti.

## Lista
La contea d'Armagnac nacque dalla divisione della contea di Fezensac, operata dal primo conte di Fezensac, Guglielmo I di Fezensac (?-960, conte di Fézensac e conte d'Armagnac), che, alla morte del padre, il duca di Guascogna, Garcia II detto le Courbé ("il Gobbo"), aveva ricevuto la contea, nel 930, contemporaneamente al fratello, Arnoldo I Nonnat (?-960), che aveva ricevuto la contea d'Astarac, mentre il fratello maggiore, Sancho IV, aveva ereditato il ducato di Guascogna.

### Casa d'Armagnac
960-995: Bernardo I le Louche († 995), fu il primo conte d'Armagnac, figlio cadetto di Guglielmo I di Fezensac.
995-1020: Gerardo I Trancaleone († 1020), conte d'Armagnac, figlio del precedente.
sposato a Adelaide di Aquitania, figlia del duca d'Aquitania, Guglielmo V il Grande e di Brisca o Prisca o Priscilla di Guascogna, sorella del duca di Guascogna, Oddone II.
1020-1062: Bernardo II Tumapaler († tra il 1064 ed il 1090), conte d'Armagnac, duca di Guascogna dal 1040 al 1052, figlio del precedente.
sposò Ermengarda
1062-1103: Gerardo II († v. 1103), conte d'Armagnac, figlio del precedente.
sposò Azivelle de Lomagne
1103-1110: Bernardo III († 1110), conte d'Armagnac, figlio del precedente.
sposò Alpaïs di Turenna
1110-1160: Gerardo III († 1160), conte d'Armagnac, figlio del precedente.
sposò Anicelle o Azelma di Fezensac
1160-1193: Bernardo IV († 1193), conte d'Armagnac e di Fézensac, figlio del precedente.
sposò Stefania (Etiennette) de la Barthe
1193-1215: Gerardo IV († 1215), conte d'Armagnac e di Fézensac, figlio del precedente.
Per ciò che concerne la successione di Gerardo IV viene un dibattito aperto:
secondo sia i Documens historiques et généalogiques sur les familles et les hommes remarquables du Rouergue, che secondo Pierre de Guibours, detto Père Anselme de Sainte-Marie o più brevemente Père Anselme, il successore fu il figlio primogenito di Gerardo IV:
- Bernardo V, a cui succedette un cugino, figlio di Ruggero d'Armagnac
- Gerardo V, a cui succedette il figlio
- Bernardo VI, per cui la casa d'Armagnac continuò a governare le contee

Invece secondo lo storico francese Jean de Jaurgain il successore di Gerardo IV fu Gerardo V di Lomagne:

### Casa di Lomagne
1215-1219: Gerardo V († 1219), conte d'Armagnac et di Fézensac, figlio di Bernardo di Lomagne, visconte di Fésenzaguet (figlio di Oddone di Lomagne, signore di Firmaçon, e di Mascarosa d'Armagnac, figlia di Gerardo III).
1219-1242: Pietro Gerardo († 1242), figlio del precedente.
1242-1245: Bernardo V († 1245), fratello del precedente.
sposò Agnese
1245-1256: Mascarose († 1256), nipote del precedente, era figlia della sorella di Pietro Gerardo e di Bernardo V, anche lei di nome Mascarose e del visconte di Lomagne, Arnaldo Oddone.
1256-1285: Gerardo VI, conte d'Armagnac, († 1285), nipote di Gerardo V, figlio di Ruggero di Lomagne (figlio di Gerardo V), visconte di Fésenzaguet.
sposò nel 1260 Mathe de Béarn (1250 † dopo il 1317)

Scudo dei conti d'Armagnac e di Rodez, dopo il 1304

1285-1319: Bernardo VI, conte d'Armagnac, († 1319), figlio del precedente.
sposò, in prime Isabella d'Albret (ca. 1275, † 1 décembre 1294)
sposò, in seconde nozze, nel 1298 Cecilia di Rodez (1275 † 1313), comtessa di Rodez
1319-1373: Giovanni I (1311 † 1373), conte d'Armagnac e di Rodez, figlio del precedente.
sposò nel 1327 Beatrice di Clermont († 1364), contessa di Charolais
1373-1384: Giovanni II († 1384), conte d'Armagnac e di Rodez, figlio del precedente.
sposò nel 1359 Giovanna di Périgord
1384-1391: Giovanni III († 1391), conte d'Armagnac e di Rodez, figlio del precedente.
sposò nel 1378 Margherita (1363 † 1443), contessa di Comminges
1391-1418: Bernardo VII (ca. 1360 † 1418), conte d'Armagnac e di Rodez e connestabile di Francia, fratello del precedente.
sposò, nel 1393, Bona di Berry (1365 † 1435), vedova del conte di Savoia, Amedeo VII di Savoia detto il Conte Rosso (1360 – 1391)
1418-1450: Giovanni IV (1396 † 1450), conte d'Armagnac e di Rodez, figlio del precedente.
sposò, nel 1407, Bianca di Bretagna (1395 † 1419), poi, nel 1419, Isabella d'Évreux (1395 † 1450)
1450-1473: Giovanni V (1420 † 1473), conte d'Armagnac e di Rodez, visconte di Lomagne, figlio del precedente e d'Isabella d'Evreux.
sposò nel 1469 Giovanna di Foix
1473-1497: Carlo I (1425 † 1497), conte d'Armagnac e di Rodez, fratello del precedente.
sposò nel 1468 Caterina di Foix († 1510)

### Casa d'Alençon
1497-1525: Carlo II (1489 † 1525), duca d'Alençon (Charles IV), nipote dei due precedenti (suo nonno, duca d'Alençon, Giovanni II d'Alençon, aveva sposato Maria d'Armagnac, figlia di Giovanni IV).
sposò nel 1509 Margherita d'Angoulême (1492-1549, sorella del futuro re di Francia,  Francesco I

### Casa d'Albret
1527-1555: Enrico I (1503 † 1555), re di Navarra (Enrico II), conte di Foix, di Bigorre, de Périgord, d'Armagnac e di Rodez, visconte di Limoges e di Béarn, signore d'Albret (Enrico III)
sposò nel 1527 Margherita d'Angoulême, vedova di Carlo II
1555-1572: Giovanna d'Albret (1528 † 1572), figlia del precedente, regina di Navarre, ...
sposò nel 1548 Antonio di Borbone (1518 † 1562), Conte di Vendôme
1572-1589: Enrico II (1553 † 1610), figlio del precedente che fu anche re di Navarra, (Enrico III), e che quando salì sul trono di Francia (Enrico IV), nel 1589, sia il regno di Navarra che la contea d'Armagnac, furono riuniti alla corona di Francia

### Casa di Guisa
Nel 1645, il re di Francia,  Luigi XIV, donò il titolo di conte d'Armagnac a Enrico di Lorena-Harcourt, che lo lasciò in eredità ai suoi successori, che lo tennero sino all'avvento della rivoluzione francese: 
- Enrico di Lorena-Harcourt (1601 † 1666), conte d'Harcourt, figlio di Carlo I d'Elbeuf
- Luigi di Lorena (1641 † 1718), conte d'Armagnac, di Charny e di Brionne, figlio del precedente
- Carlo di Lorena (1684 † 1751), conte d'Armagnac, figlio del precedente